# 鹿児島県立牧之原特別支援学校
鹿児島県立牧之原特別支援学校（かごしまけんりつ まきのはらとくべつしえんがっこう）は、鹿児島県霧島市福山町福山にある、知的障害者と肢体不自由者を対象とする特別支援学校。

## 沿革
- 1979年（昭和54年） - 鹿児島県立牧之原養護学校として開校[2]
- 2023年（令和5年）4月 - 校名を牧之原養護学校から牧之原特別支援学校へ変更[3]

## 通学区域
- 霧島市
- 姶良市
- 曽於市
- 志布志市
- 鹿屋市（輝北町）

県内2番目の規模の特別支援学校。このうち曽於市（旧大隅町・旧末吉町）と志布志市は、志布志市立伊﨑田小学校・中学校敷地へ2028年度に設置予定の新設校へ移管される予定となっている。